# Courchevel Village
Courchevel Village, tot 2011 Courchevel 1550, is een skidorp in het Franse wintersportgebied Courchevel, deel van Les 3 Vallées. Het ligt op een noord-georiënteerde bergflank, tussen 1420 en 1550 meter boven het zeeniveau, op het grondgebied van de gemeente Courchevel in het departement Savoie. 
Het is een van verschillende skidorpen in het skigebied Courchevel en ligt centraal tussen Courchevel Le Praz, Saint-Bon-Tarentaise en Courchevel Moriond en Courchevel (1850). De D91A verbindt deze plaatsen.